# Jozerand
Jozerand (ex-nome : Joserand) é uma comuna francesa na região administrativa de Auvérnia-Ródano-Alpes, no departamento de Puy-de-Dôme. Estende-se por uma área de 10,76 km². Em 2010 a comuna tinha 566 habitantes (densidade: 53,2 hab./km²).